# Lampetis intermedia
Lampetis intermedia es una especie de escarabajo del género Lampetis, familia Buprestidae. Fue descrita científicamente por Kerremans en 1898.
Lampetis intermedia tiene un cuerpo alargado y suele presentar colores metálicos brillantes, que pueden ser verdes, azules o dorados. Su superficie es generalmente liscia y brillante, lo que hace que este insecto sea fácilmente reconocible. Estos escarabajos tienen un aspecto muy llamativo debido a su reflejo metálico, lo que los hace destacar entre otros insectos.
Lampetis intermedia, como otros escarabajos joya, comienza su ciclo de vida en la fase de huevo. Las hembras depositan sus huevos en la corteza de los árboles o en hojas. Tras la eclosión, las larvas se alimentan de material vegetal y madera, y crecen en su entorno. Posteriormente, pasan por la fase de pupa, de donde emergen como adultos, listos para reproducirse y continuar el ciclo.
Este escarabajo se encuentra principalmente en bosques tropicales y subtropicales. Se ha observado en diversas regiones de Asia tropical y África tropical, aunque su distribución exacta depende de las condiciones ambientales de cada zona. Lampetis intermedia prefiere zonas cálidas y húmedas, y se alimenta principalmente de la corteza de árboles y material vegetal en descomposición.
Lampetis intermedia, al igual que otros escarabajos de su familia, juega un rol crucial en los ecosistemas forestales al descomponer materia orgánica. Al alimentarse de madera y material vegetal, contribuye a la descomposición de estos materiales, facilitando el ciclo de nutrientes y la salud del suelo en el ecosistema. Su actividad ayuda a mantener la biodiversidad y el equilibrio en los bosques tropicales.